# Rhoptrocentrus yarramanensis
Rhoptrocentrus yarramanensis är en stekelart som beskrevs av Belokobylskij, Iqbal och Austin 2004. Rhoptrocentrus yarramanensis ingår i släktet Rhoptrocentrus och familjen bracksteklar. Inga underarter finns listade i Catalogue of Life.